# Кубинский подводный город
Куби́нский подво́дный го́род — подводные структуры, находящиеся на шельфе самой западной части острова Куба. Территория относится к провинции Пинар-дель-Рио, расположенной на полуострове Гванаакабибес.

## История изучения

### 2001 год
На изображении, полученном эхолотом в 2001 году, были распознаны правильные геометрические образования, которые в общей сложности занимают площадь в 2 км² (200 гектар) на глубинах от 600 до 750 метров. Об открытии сообщили морской инженер Полина Залитцки (нем. Pauline Zalitzki) и её муж Поль Вайнцвейг (нем. Paul Weinzweig) — владельцы канадской компании под названием Advanced Digital Communications, которая совместно с правительством Кубы ведёт в этом месте разведку рельефа морского дна. Во второй раз команда взяла с собой для исследования подводного робота с видеокамерой на борту. Подводный аппарат отснял структуры, которые были очень похожи на различные пирамиды и кольцевые образования, созданные предположительно из массивных гранитных блоков.
Залитцки сказала:

Это действительно чудесное сооружение, которое выглядит так, словно могло быть городским центром, однако было бы безответственно говорить так до тех пор, пока мы не получим доказательства.
Оригинальный текст (англ.)It's a really wonderful structure which really looks like it could have been a large urban centre, However, it would be totally irresponsible to say what it was before we have evidence.

По некоторым предположениям, эти образования могут являться городом, который мог быть построен древними ольмеками, ацтеками, майя или иными цивилизациями.
После изучения изображений старший редактор издательства National Geographic Джон Эчейв (англ. John Achave) сказал:

Это очень интересные аномалии, и это единственное, что прямо сейчас можно сказать; но я не эксперт по эхолокации, и пока мы не спустимся вниз и не увидим [воочию], трудно их как-либо охарактеризовать.
Оригинальный текст (англ.)They are interesting anomalies, but that's as much as anyone can say right now, but I'm no expert on sonar and until we are able to actually go down there and see, it will difficult to characterize them.

Профессор океанографии Роберт Беллард (англ. Robert Ballard) прокомментировал:

Это слишком глубоко, и я был бы удивлён, если бы это было создано человеком. Спросите себя, как оно туда попало. Я в своей жизни видел много изображений, полученных эхолотом, и это может быть вроде теста с чернильными пятнами — люди иногда могут видеть то, что они хотят видеть. Я просто подожду немного большего количества данных.
Оригинальный текст (англ.)That's too deep, I'd be surprised if it was human. You have to ask yourself, how did it get there? I've looked at a lot of sonar images in my life, and it can be sort of like looking at an an ink blot -- people can sometimes see what they want to see. I'll just wait for a bit more data.

Морской геолог Мануэль Итурральде (исп. Manuel Iturralde), призывает сначала получить больше образцов а уже потом делать выводы по этому поводу, он заявляет:

У нас в наличии некие очертания, которые очень необычны, но природа намного богаче, чем мы думаем.
Оригинальный текст (англ.)We have some figures which are extremely unusual but nature is much richer than we think.

По предварительной оценке должно было пройти 50 тыс. лет, чтобы эти образования затонули на такую глубину естественным образом. Мануэль Итурральде также говорит:

50 000 лет назад ни у одной из культур, которые мы знаем, не было архитектурных возможностей, чтобы построить такой комплекс зданий.
Оригинальный текст (англ.)50,000 years ago there wasn't the architectural capacity in any of the cultures we know of to build complex buildings.

Специалист в области подводной археологии из Университета Штата Флорида добавил:

Это было бы здорово, если бы они оказались правы, но это было бы самое продвинутое из того, что мы видели в Новом Свете из этого временного отрезка. Эти образования — вне времени и вне пространства.
Оригинальный текст (англ.)It would be cool if they were right, but it would be real advanced for anything we would see in the New World for that time frame. The structures are out of time and out of place.

Фонд исследования древности и мормонского образования (основатели которого выступают против теории эволюции) (англ. Foundation for Ancient Research and Mormon Studies) объявил открытие еретическим и не рекомендует их дальнейшие исследования, предрекая, что этот город окажется естественным образованием.